# 江戸川
江戸川（えどがわ）は、関東地方を流れる一級河川。利根川水系で利根川の分流（派川）である。
流路延長は本流（江戸川放水路）河口より約55km、旧江戸川河口より約60km、流域面積約200km2である。流域は、茨城県、埼玉県、千葉県、東京都の1都3県におよぶ。

## 地理

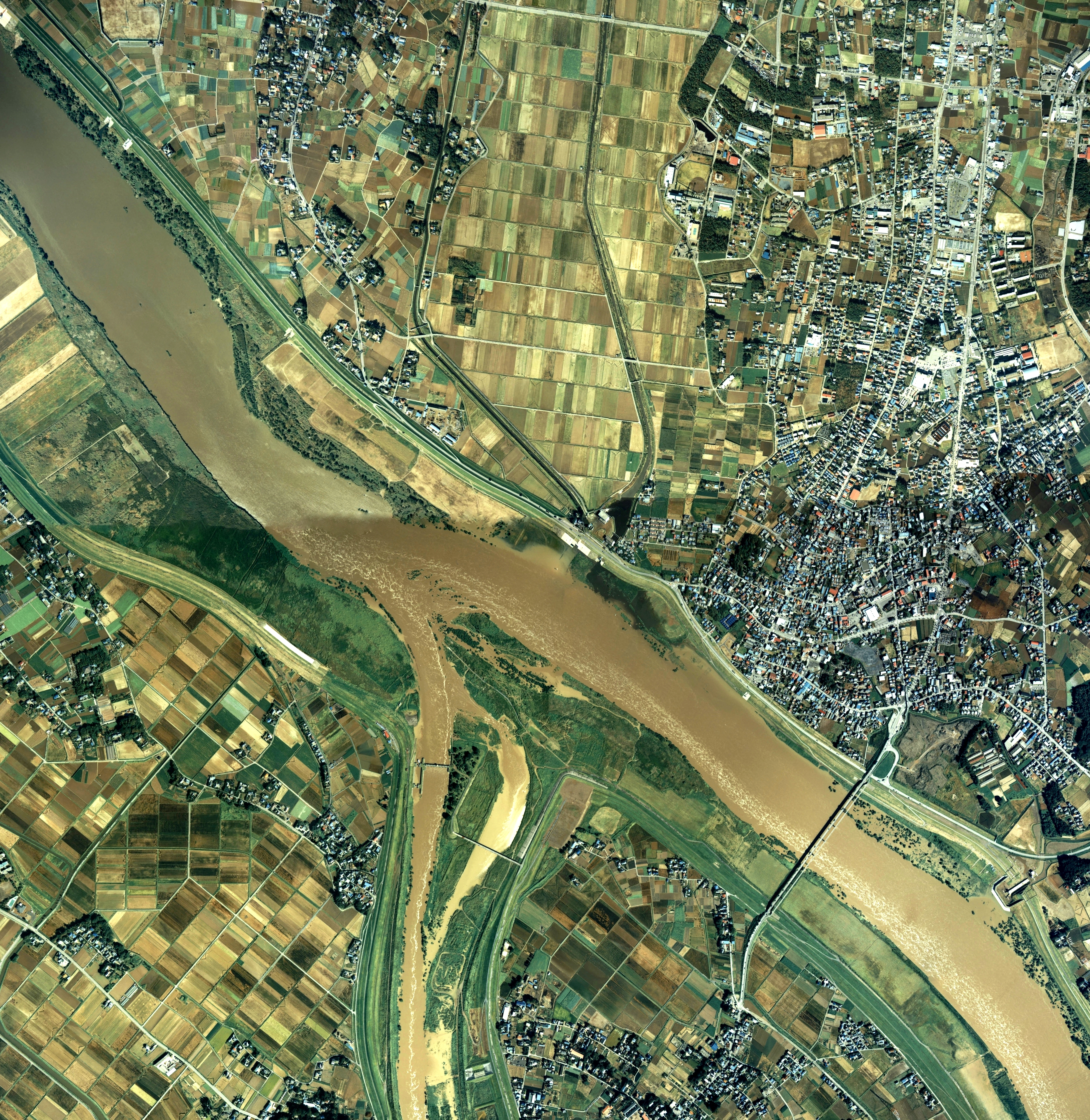
利根川から江戸川へ分流する地点である関宿分岐点付近の空中写真。北西方向から南東方向へ流れる利根川本流から南方向へ江戸川が分流する。分流したすぐ下流の地点に関宿水門が設置されている。（1990年撮影の7枚を合成作成。。）

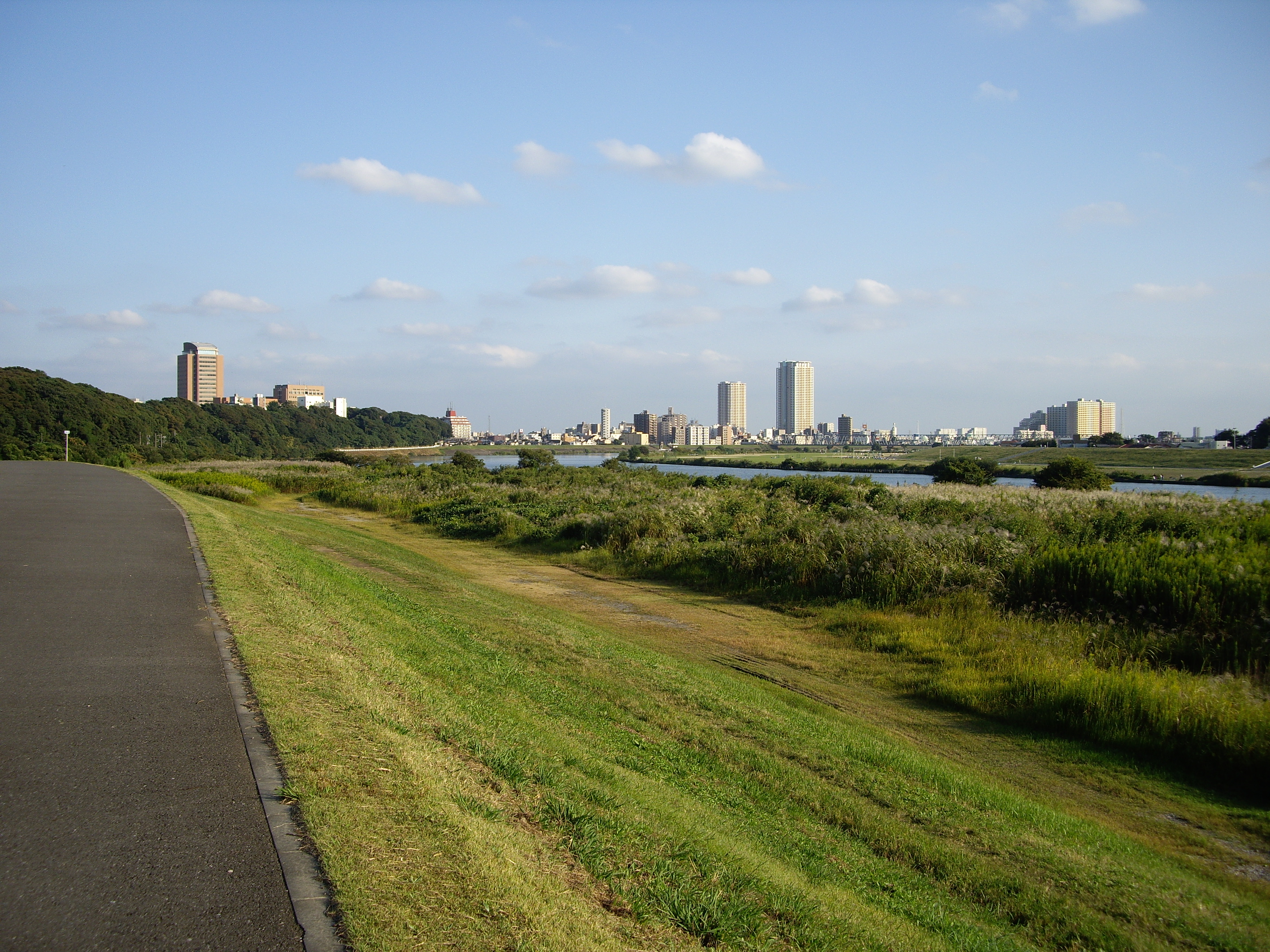
市川市国府台三丁目より市川橋方面（2009年10月1日撮影）

江戸川は茨城県猿島郡五霞町と千葉県野田市の境界付近にある関宿分基点（関宿水閘門のやや上流）で利根川と分かれる。千葉県と埼玉県、東京都の境を南下し、東京都江戸川区と千葉県市川市の間に架かる江戸川大橋の下流で本流（江戸川放水路）と旧江戸川に分かれる。このうち本流（江戸川放水路）は行徳可動堰（江戸川河口堰）を通り、千葉県市川市で東京湾に注ぐ。1965年（昭和40年）以降は江戸川放水路を江戸川の本流とし、元の川のほうは「旧江戸川」という名称となっている。ただし、江戸川放水路より上流の距離標には旧江戸川河口からの距離が表示される。
利根川からの分派点がある江戸川の流頭部は、低水路と高水路からなり、低水路部には関宿水閘門が設置され、高水路部は床固め工による自然分流方式をとっている。
また、江戸川下流部には、旧江戸川上流端に江戸川水閘門（篠崎水門）、本流（江戸川放水路）に行徳可動堰が設けられている。旧江戸川上流端に位置する江戸川水閘門には治水機能や通航機能、塩分遡上防止と維持流量の確保などの機能がある。江戸川は平常時には塩分遡上防止のため本流（江戸川放水路）にある行徳可動堰が閉じられており、江戸川水閘門から旧江戸川を通り東京湾に注いでいる（概ね毎秒9立方メートル）。洪水時には行徳可動堰を開き本流（江戸川放水路）から東京湾に流すことで江戸川の水量を調節している。
なお、千葉県浦安市堀江にある堀江水位観測所の水位標0mを基準とした水面の高さは、Yedogawa Peilの略である「Y.P.」（ワイ・ピー）と呼ばれ、利根川や江戸川、那珂川などの河川整備等で測量する際の基準面となっている。この量水標の零位にあたる江戸川水位尺（Yedokawa Peil）はオランダ技師リンドが1872年（明治5年）に清瀧神社に設置した堀江水準標石に由来している。

## 歴史

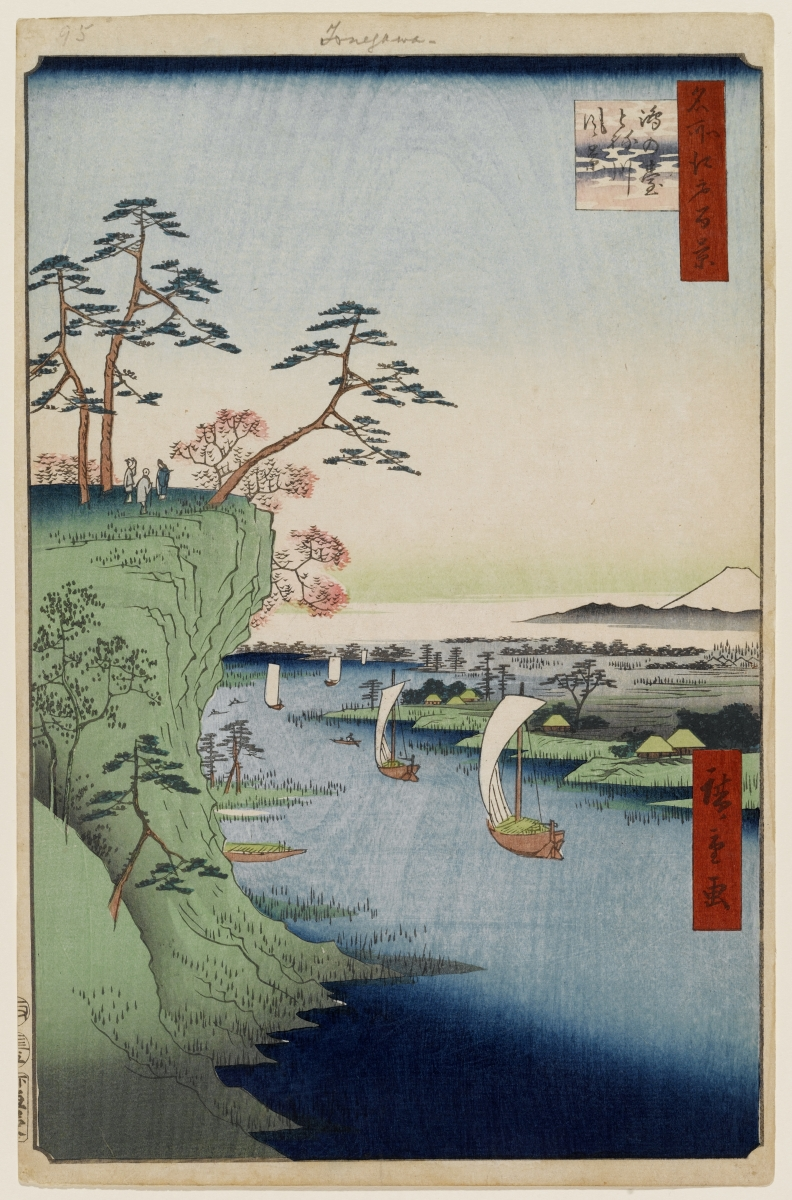
歌川広重『名所江戸百景 鴻の台とね川風景』（市川市里見公園付近の風景）

中世まで利根川は埼玉平野で枝分かれし南流して東京湾に注いでおり、そのうち最も東の支川は現在の古河付近で渡良瀬川と合流後に南流し、現在の幸手市・春日部市では庄内川と呼ばれた。最下流では太日川と呼ばれた（現在の中川の位置よりも東を南流し東京湾に注いだと考えられている）。これが現在に至る江戸川の原型となった。
『更級日記』『吾妻鏡』『義経記』等に太日川を渡った旨の記述が見られる。
徳川家康の江戸入府後、伊奈忠次、伊奈忠治らによる利根川東遷事業が始められた。江戸川に利根川の本流が流れるようになり、1641年には現在の江戸川上流部が人工水路として開削された。なお、江戸川下流部も人工水路であるという説もある。
その後、江戸幕府による舟運路の整備により、江戸への廻米などの輸送経路として繁栄した。
1890年に、利根運河を開削し水路短縮が図られた。その後すぐに鉄道網が整備され、水運は急速に衰退した。
1911年（明治44年）の江戸川改修工事の計画で新たな水路の開削が決定された。そして1919年（大正8年）に江戸川放水路が開削された。
1958年に東京都江戸川区の製紙工場から黒い排水が放流され、下流域の漁業に大きな損害を与える公害が発生した。

### 河川敷内の集落
京成本線の江戸川橋梁付近の河川敷には、1955年（昭和30年）頃から地方出身者がバラック住宅を建てて住み始め、1969年（昭和44年）時点で146戸、約400人が居住する大規模な集落ができていた。明らかな違法住宅であり、東京電力が電気を供給しなかったことから、住民が自前の発電・送電施設を設け、夕方から夜間にかけて電気を供給していた。1969年1月、橋梁直下の住宅で火災が発生して2人が亡くなった。線路の枕木に延焼して京成電鉄が運休したことから、これを契機に建設省江戸川工事事務所が立ち退き交渉を始めた。その後、集落は解消され河川敷として再整備され、1982年（昭和52年）には小岩菖蒲園が開業したほか、野球場などが整備されている。

### 水害
多くの大河川と同様に、江戸川もカスリーン台風通過時（1947年）など過去に洪水を度々引き起こしており、堤防整備（国直轄事業で上流部は首都圏氾濫区域堤防強化対策、下流部は高規格堤防）など治水工事が行われている。2018年には、1000年に1度クラスの集中豪雨で江戸川と荒川が同時に氾濫した場合、東京東部5区（江戸川区のほか葛飾区、足立区、江東区、墨田区）のほとんどが浸水するとの被害予想が公表された。

## 江戸川流域の治水工事
江戸川流域においては氾濫を防ぎ減らすための治水工事が進行中である。
- 1)洪水氾濫対策としては堤防整備、河道(かどう)掘削、調節池整備、水閘(すいこう)門改築、江戸川分流対策などが挙げられる。
- 2)内水氾濫対策としては排水施設の整備、公共施設の耐水化がある。
- 3)流出抑制対策としは条例等に基づく流出抑制対策の指導・雨水貯留浸透施設の整備、水田貯留、雨水貯留施設の充実を図っている。

- 中期的には堤防断面が不足に対する箇所の堤防強化、下流部の河道(かどう)掘削を実施する。
- 中長期には流域全体の安全確保のために、更なる堤防整備及び浸水防止対策を図る。

他にも、利根川の洪水を均等に江戸川へ分流させるため、江戸川流頭部を整備している。

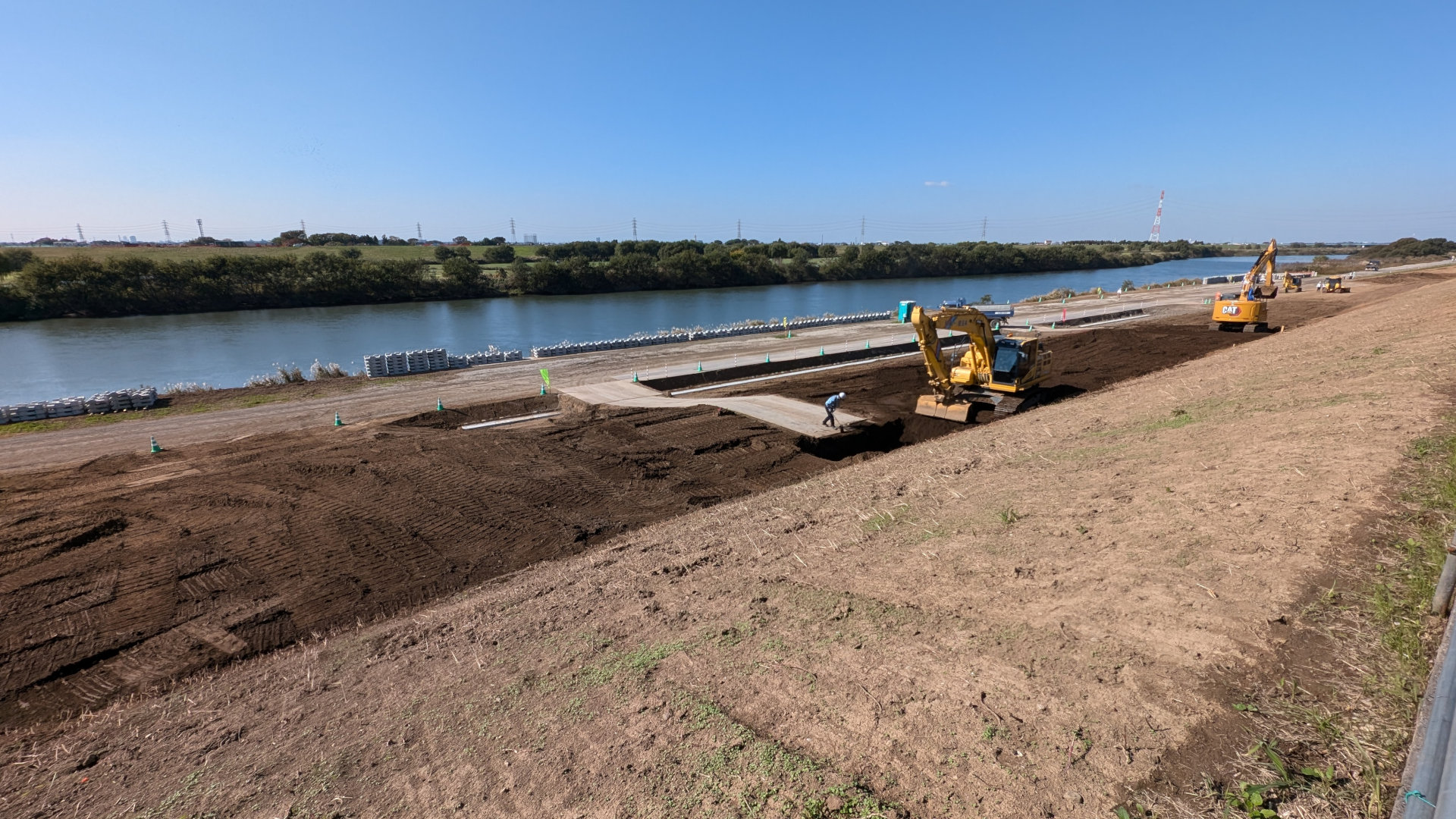
流山の堤防整備工事
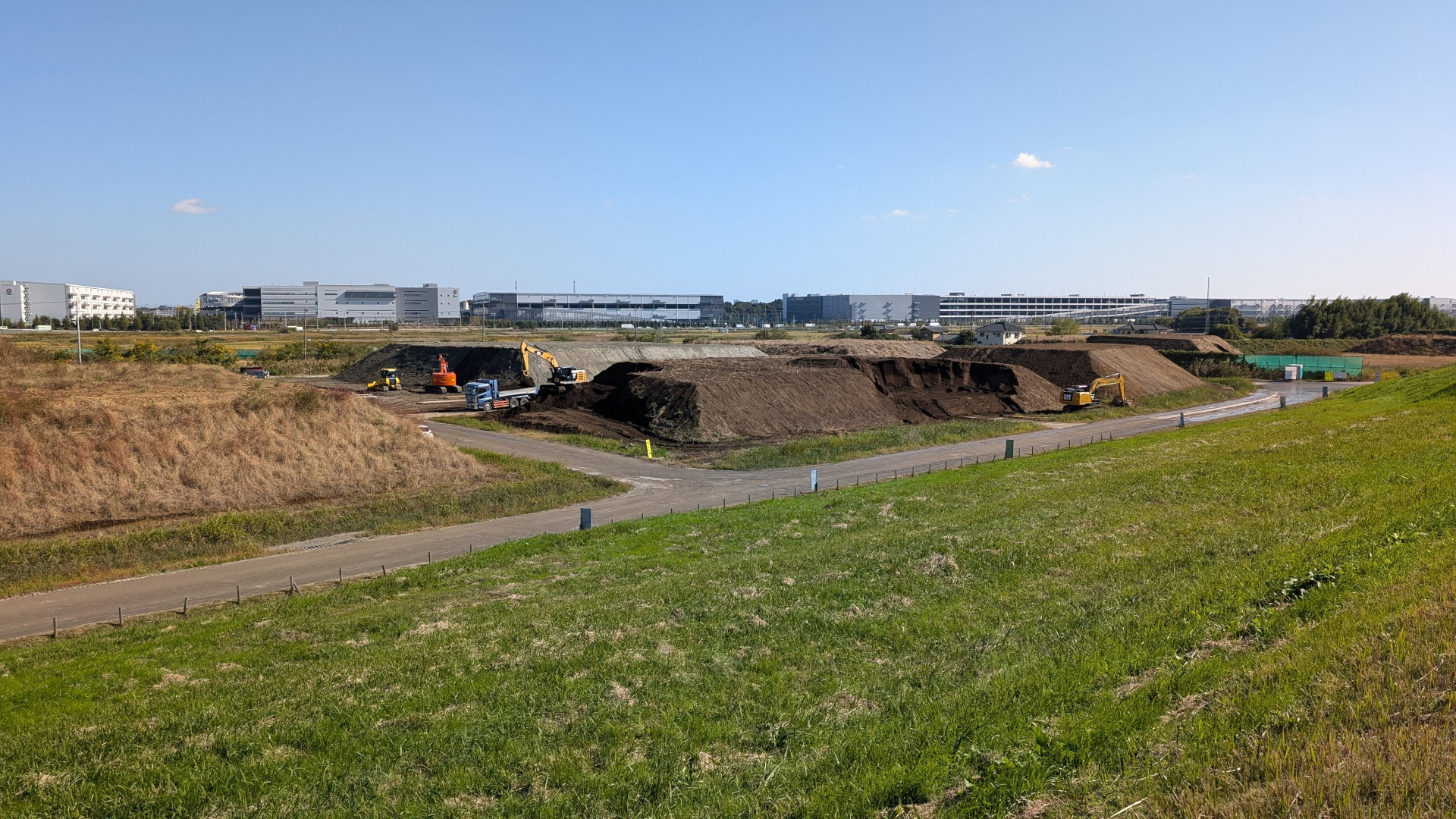
流山の建設発生土ストックヤード

## 環境
現在でも天然ウナギが捕れる他、上流部にはヤナギ類が連続して繁茂する植生がみられる。高水敷上の自然地にはタヌキやキツネなどが生息している。 
行徳可動堰直上流は湛水面で淡水魚と汽水・海水魚類が共存している。また、江戸川放水路には広大な干潟やヨシ原があり、先述のように洪水時以外はほとんど淡水が流下しないため内湾干潟的環境がみられる。河口付近には三番瀬など東京湾でも数少ない干潟が広がっている。環境省のレッドリストで絶滅の恐れのある地域個体群に指定されている「東京湾奥部のトビハゼ」の生息地になっているほか、汽水性の希少なトンボであるヒヌマイトトンボの生息地の一つでもある。
過去、日本住血吸虫が発生している。

## 支流・分流
- 座生川
- 利根運河
- 今上落
- 坂川放水路
- 坂川
- 旧江戸川
- 真間川

## 河川施設
- 関宿水門
- 首都圏外郭放水路
- 北千葉導水路
- 三郷放水路
- 江戸川水門
- 行徳可動堰（江戸川河口堰）

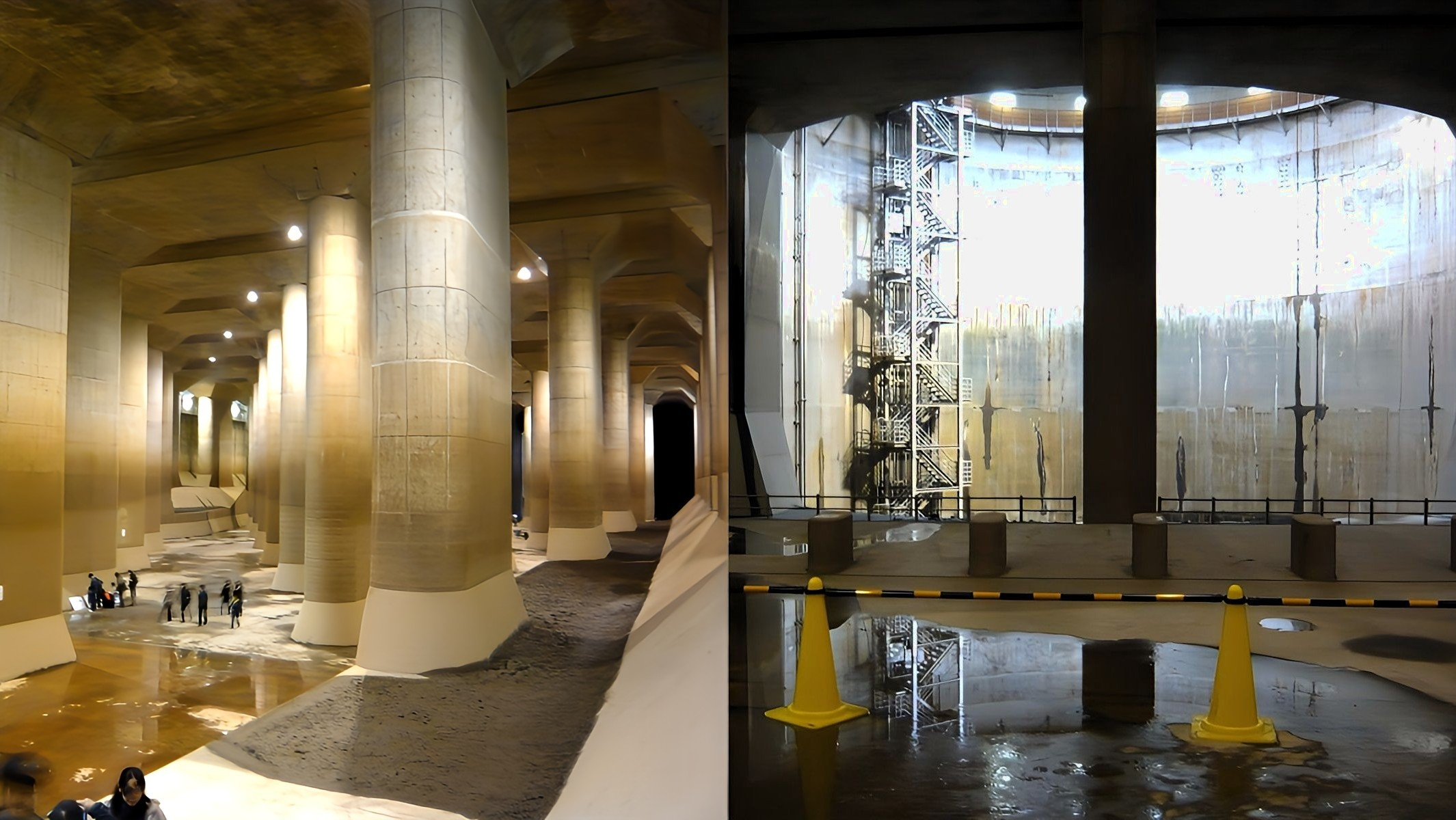
首都圏外郭放水路(調圧水槽と立坑)
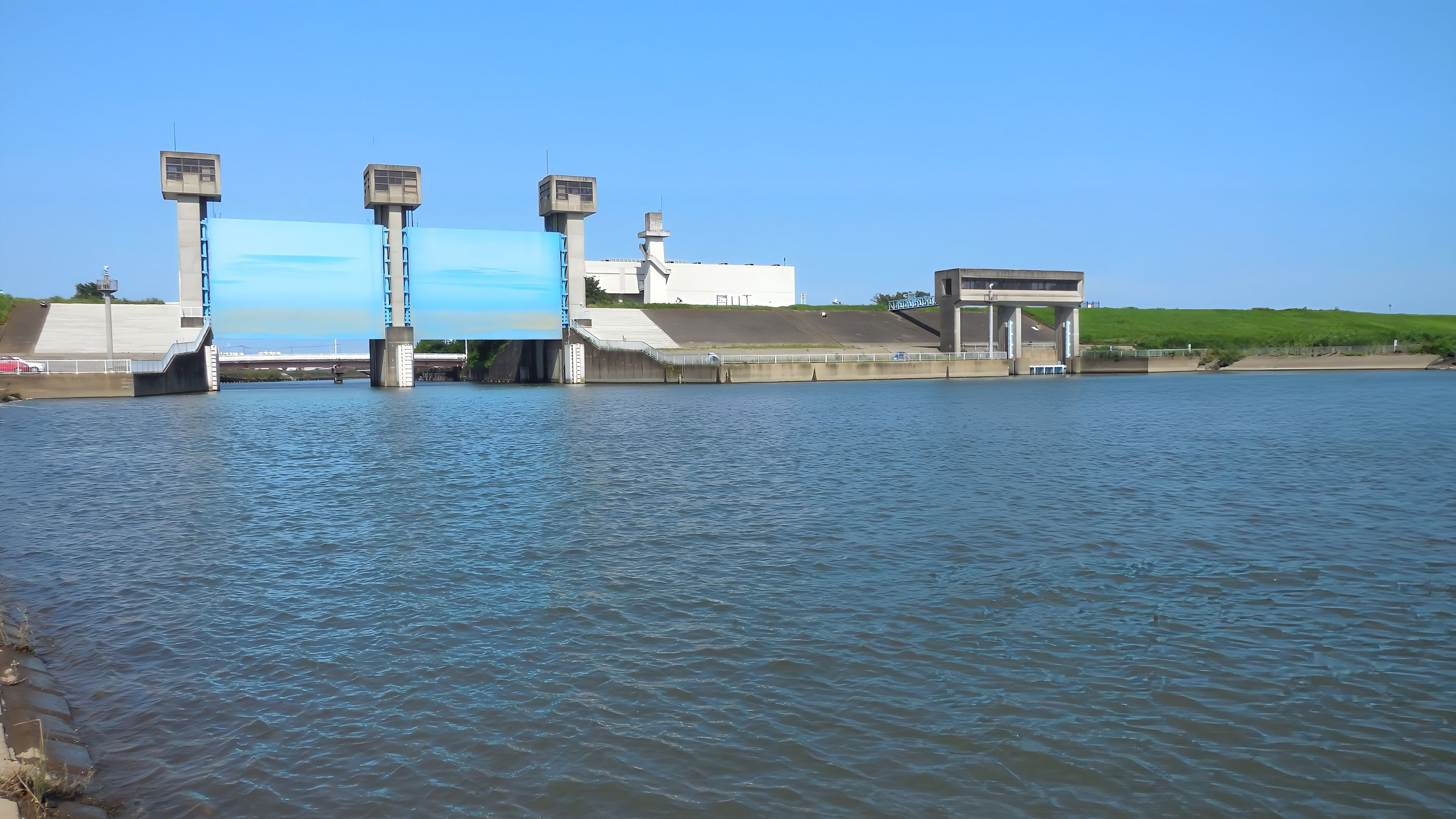
松戸水門(北千葉導水路の到着点)
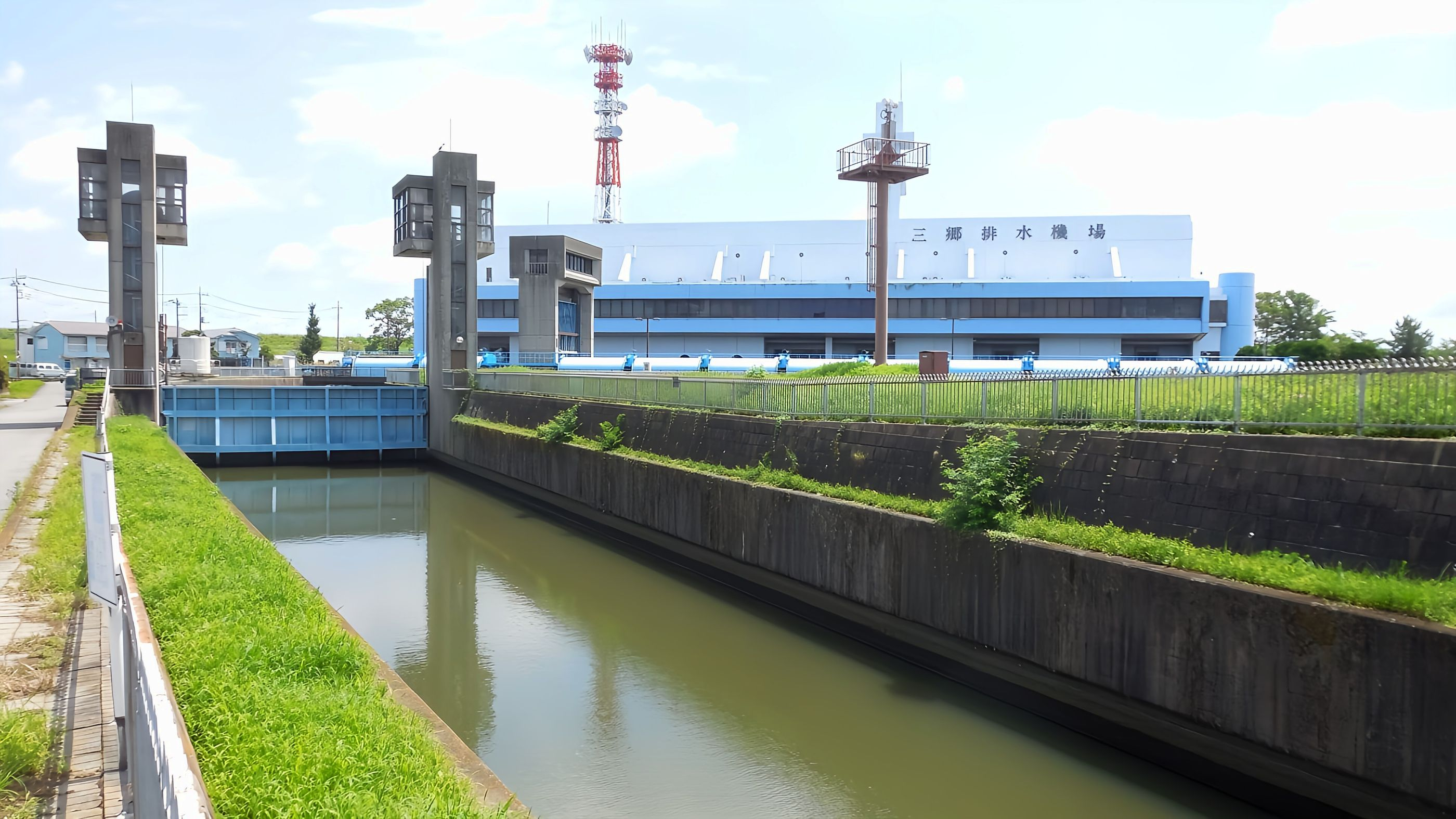
三郷排水機場(三郷放水路施設)
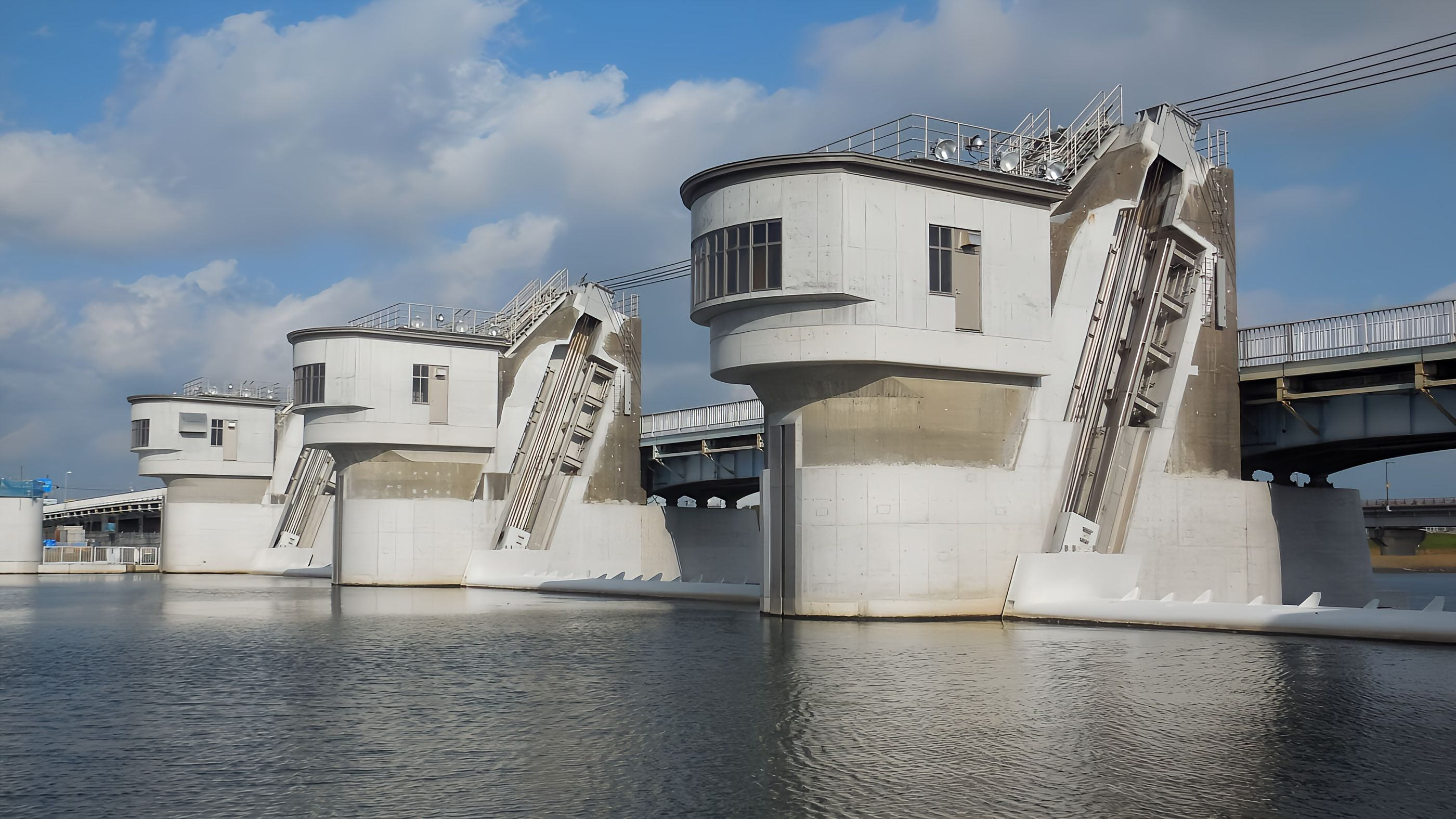
行徳可動堰

### 緊急用河川敷道路
大規模な地震に伴う河川管理施設災害の非常緊急復旧工事用や、通常の陸上交通機関が長期間に亘り通行不能になると予想される際などに、避難民の救援活動や一般被災地の復旧活動を目的とした施設として運用される。

## 橋梁
下流より記載
- 江戸川橋梁：京葉線

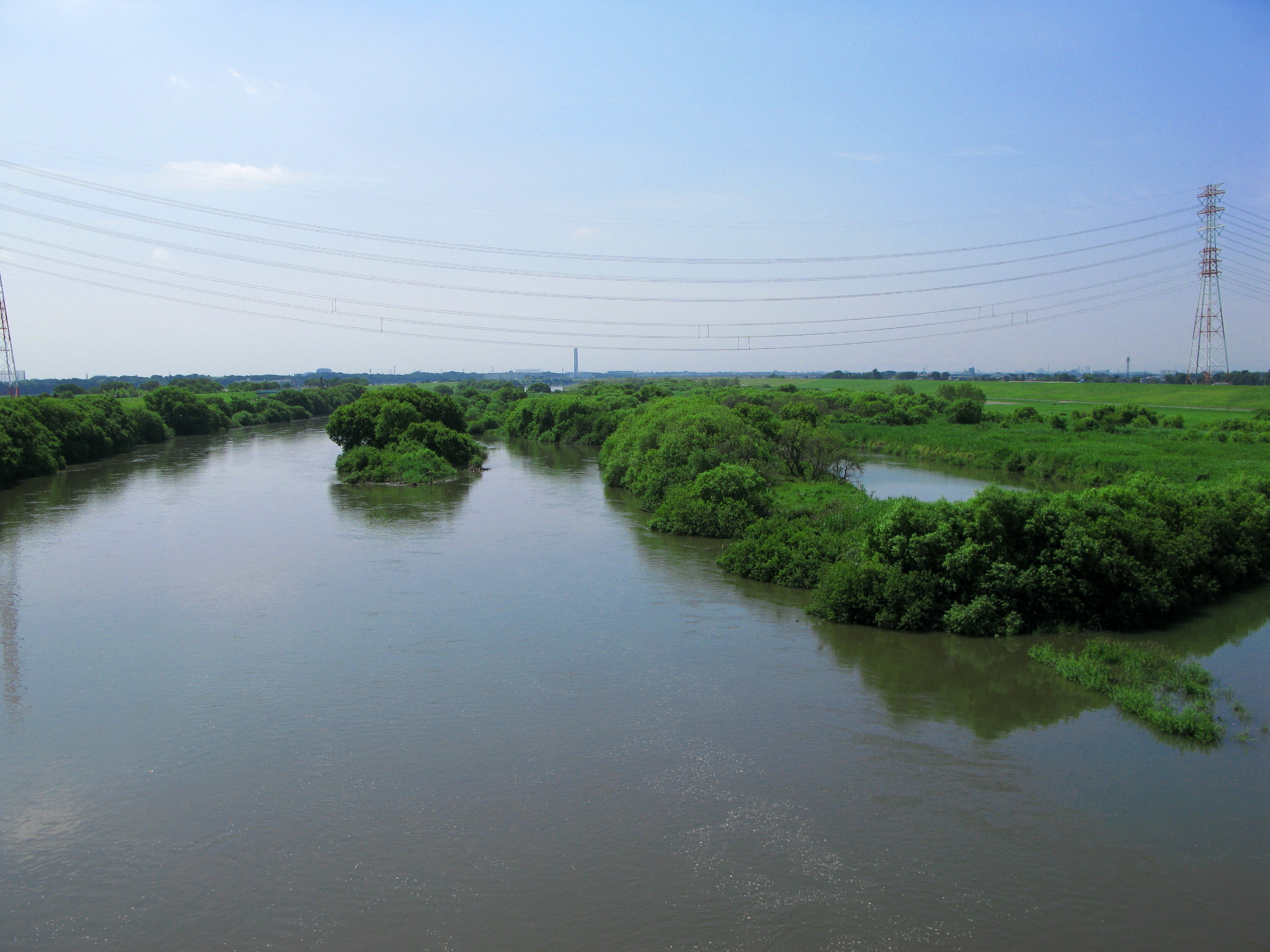
玉葉橋より下流を望む。（2010年6月撮影）

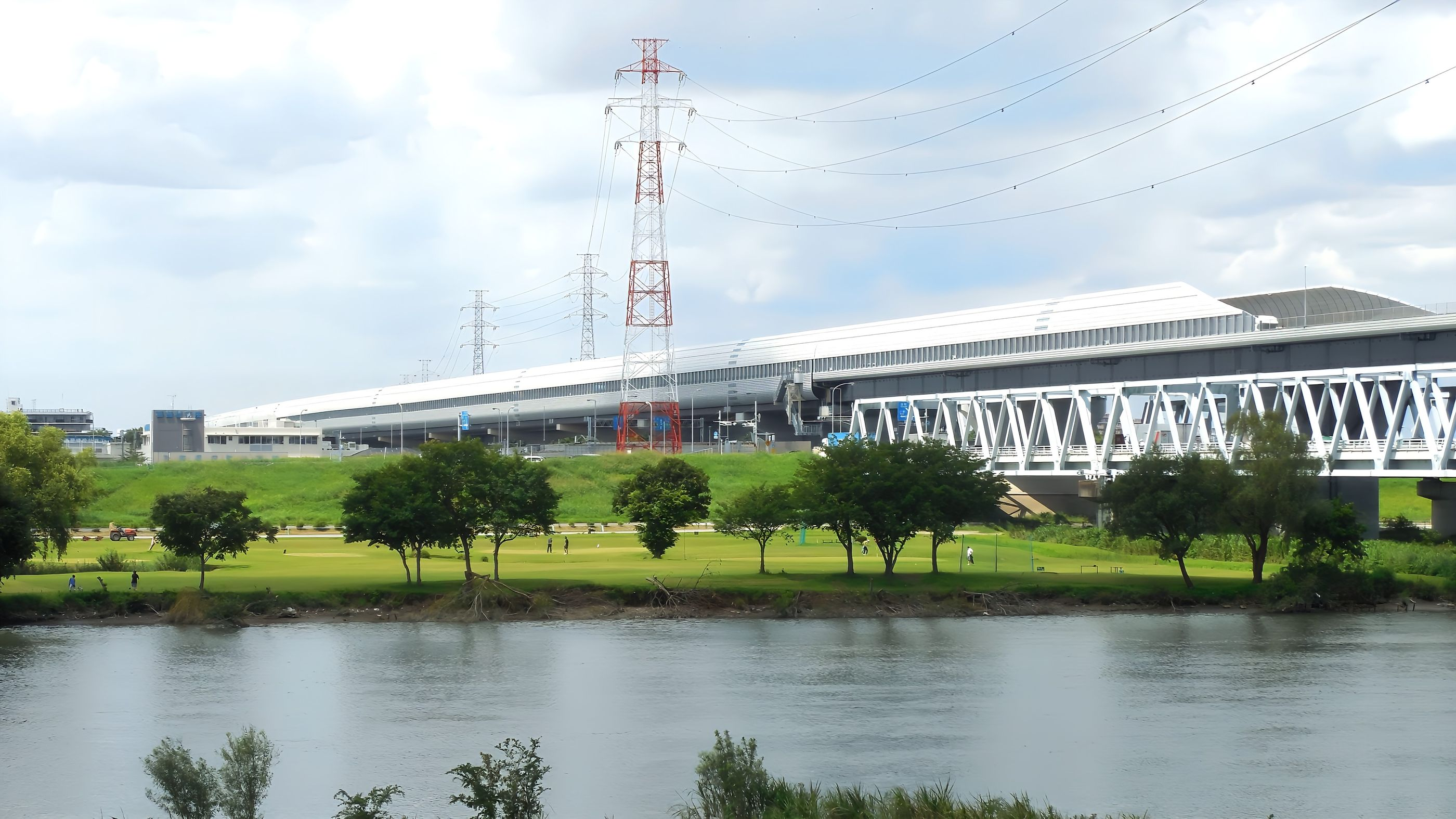
東京外環道と江戸川

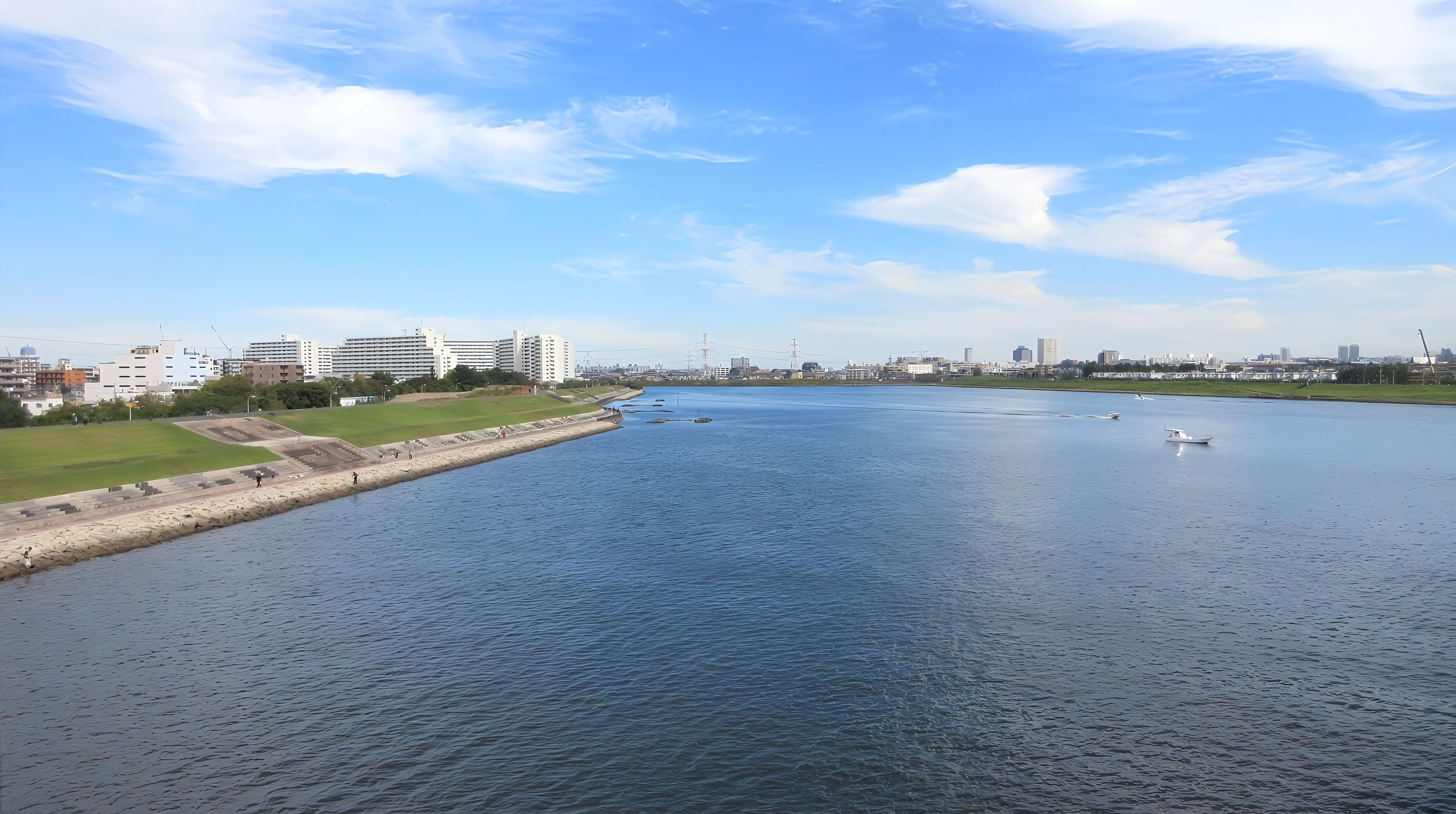
河口(東京湾岸道路より撮影)

- 市川大橋：国道357号（東京湾岸道路）、首都高速湾岸線
- 妙典橋：千葉県道179号船橋行徳線
- 第二江戸川橋梁：東京メトロ東西線
- 江戸川水道橋：千葉県水道局による水道供給専用橋梁
- 新行徳橋：千葉県道6号市川浦安線（行徳バイパス）
- 行徳橋：千葉県道6号市川浦安線（行徳街道）
- 江戸川大橋：国道14号有料道路部（京葉道路）
- 江戸川橋梁：総武本線
- 市川橋：国道14号（千葉街道）
- 江戸川橋梁：京成電鉄本線
- 江戸川橋梁：北総鉄道北総線
- 新葛飾橋：国道6号（水戸街道）
- 江戸川橋梁：常磐線
- 葛飾大橋：国道298号
- 葛飾橋：千葉県道・東京都道54号松戸草加線
- 上葛飾橋：千葉県道・埼玉県道295号松戸三郷線（旧松戸三郷有料道路）
- 江戸川橋梁：首都圏新都市鉄道つくばエクスプレス
- ガス導管専用橋：東京ガスによる都市ガス供給専用橋梁[21]
- 江戸川橋梁：武蔵野線
- 流山人道橋：埼玉県道・千葉県道29号草加流山線、埼玉県道・千葉県道52号越谷流山線両線の歩行者・自転車等通行用橋
- 流山橋：同上県道の自動車等通行用橋
- 江戸川橋：常磐自動車道
- 三郷流山橋有料道路[22]：都市軸道路
- 玉葉橋：埼玉県道・千葉県道326号川藤野田線
- 野田橋：埼玉県道・千葉県道19号越谷野田線、千葉県道・埼玉県道80号野田岩槻線
- 江戸川橋梁：東武野田線（東武アーバンパークライン）
- 金野井大橋：国道16号
- 宝珠花歩道橋：千葉県道・埼玉県道183号次木杉戸線の歩行者・自転車等通行用橋
- 宝珠花橋：同上県道の自動車等通行用橋
- 関宿橋：千葉県道・埼玉県道26号境杉戸線